# Ludwik Poniński
Ludwik Nikodem Łodzia Poniński (ur. 15 września 1827 we Lwowie, zm. 22 stycznia 1893 tamże) – książę, c.k. podkomorzy, c.k. urzędnik, starosta jaworowski około 1871, gródecki około 1879, tarnowski około 1882–1883.
Obok księżniczki Heleny Sanguszkówny był ojcem chrzestnym sztandaru ochotniczej straży pożarnej w Tarnowie w 1883 podczas ceremonii z okazji dwusetnej rocznicy odsieczy wiedeńskiej.
Honorowy obywatel miast Stara Sól i Staremiasto (od 1899 Stary Sambor), członek Galicyjskiego Towarzystwa Gospodarskiego we Lwowie.